# Mario Horton
Mario Arturo Horton Fleck (Santiago de Chile, 17 de mayo de 1981) es un actor chileno de cine, teatro y televisión.

## Biografía
Nació en la comuna de Las Condes pero se crio en una parcela en Las Vizcachas (Puente Alto) que construyó su padrastro (exmilitante del MIR) Raúl Espinosa y donde creció junto a su madre María Angélica Fleck, su hermana Paola Horton Fleck, su medio hermano Raúl Espinosa Fleck y su hermanastra Francisca Espinosa Oviedo.
Estudió en el Colegio Altamira en Peñalolén e ingresó a la carrera de actuación en la Universidad Arcis en 2001, luego de haber cursado un año de sociología en la misma casa universitaria.

## Carrera

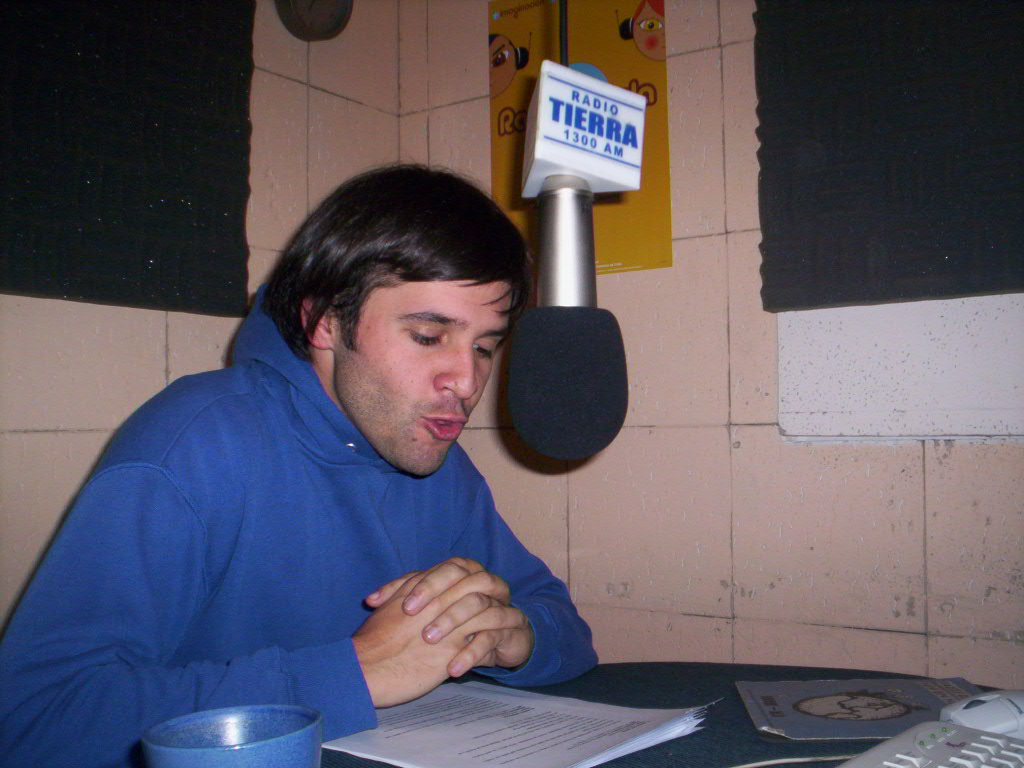
Horton durante una entrevista en 2004

Su primera incursión televisiva fue a los 11 años en un comercial de manjar. Egresó de la carrera de Licenciatura en artes escénicas en la Universidad Arcis en 2004 y posteriormente fue profesor durante un tiempo en dicho establecimiento. Debutó en las telenovelas en 2006 con Amor en tiempo récord en TVN, como protagonista. Ese mismo año, se integró al elenco de Floribella, donde interpretó a Coke, uno de los miembros de la banda musical de la protagonista.
Tras su paso por TVN, Horton decidió integrar el elenco de la teleserie del primer semestre de 2007 de Canal 13, Papi Ricky; el 2008 se integró al alargue de Lola interpretando a Bruno Cooper. En 2010, participó para Feroz donde compartió roles con Carolina Arregui, Patricia López, entre otros. Posteriormente, lo haría en Primera dama donde compartió roles con Celine Reymond. Además, fue parte del elenco de la emblemática serie Los 80, siempre en Canal 13.
En 2017 debuta en Mega con el rol protagónico del Padre Reynaldo Suárez en la exitosa telenovela nocturna Perdona nuestros pecados, papel que asumió en sus dos temporadas. En el 2019, sería parte del elenco principal de la vespertina Yo soy Lorenzo. En el año 2021, forma parte de Edificio Corona, asumiendo el rol antagónico de la teleserie.

## Vida personal
Durante su etapa universitaria fue pareja de la actriz María José Bello. En 2007 comenzó una relación con la también actriz Nathalia Aragonese. En 2008 nace su primera hija llamada Milagros, conviviendo en Ñuñoa hasta finales de 2011 cuando la pareja se separa. En 2016 confirmó su relación con la actriz Francisca Walker. En 2021 tuvieron su primer hijo en común.
Mario Horton desde el 2020 es militante del partido político Fuerza Común, miembro del Frente Amplio, liderado por el abogado constitucionalista Fernando Atria.

## Filmografía

### Películas

#### Como actor
| Año  | Título                        | Papel          | Director                      | Notas        |
| ---- | ----------------------------- | -------------- | ----------------------------- | ------------ |
| 2002 | ¿Dónde estás, Constanza?      | Luis Corsiglia | Alberto Daiber                |              |
| 2010 | Marea baja                    | Tomás          | Antonia Lobos                 | Cortometraje |
| 2010 | Ni una caricia                | Giovanni       | Beatriz Maldonado             |              |
| 2010 | Pinochet boys                 | Tito Serrano   | Claudio del Valle             |              |
| 2014 | Caleidoscopio                 | Max            | Paulo Orrego & Paulo Paulista |              |
| 2015 | La vida sexual de las plantas | Guille         | Sebastián Brahm               |              |
| 2017 | Sapo                          |                | Juan Pablo Ternicier          |              |
| 2019 | Araña                         |                | Andrés Wood                   |              |
| 2020 | Matar a Pinochet              |                | Juan Ignacio Sabatini         |              |

#### Como director
| Año  | Título               | Notas        |
| ---- | -------------------- | ------------ |
| 2016 | El hombre aficionado | Cortometraje |

## Televisión
| Año       | Título                   | Papel             | Canal    |
| --------- | ------------------------ | ----------------- | -------- |
| 2006      | Amor en tiempo récord    | Amaru Olarra      | TVN      |
| 2006-2007 | Floribella               | Jorge Apablaza    | TVN      |
| 2007      | Papi ricky               | Valentín Carrasco | Canal 13 |
| 2007-2008 | Lola                     | Bruno Cooper      | Canal 13 |
| 2010      | Feroz                    | Pablo Gutiérrez   | Canal 13 |
| 2010-2011 | Primera dama             | Mariano Zamora    | Canal 13 |
| 2011-2012 | Peleles                  | Ignacio Varas     | Canal 13 |
| 2012      | Las Vega's               | Vicente Acuña     | Canal 13 |
| 2013-2014 | Secretos en el jardín    | Javier Montes     | Canal 13 |
| 2014-2015 | Chipe libre              | Franco Zanetti    | Canal 13 |
| 2017-2018 | Perdona nuestros pecados | Reynaldo Suárez   | Mega     |
| 2019-2020 | Yo soy Lorenzo           | Carlos González   | Mega     |
| 2021      | Edificio corona          | Germán Manzano    | Mega     |
| 2024      | Al sur del corazón       | Felipe Toro       | Mega     |
| 2025-2026 | Reunión de superados     | Manuel Morales    | Mega     |

| Año       | Título                  | Papel             | Notas                |
| --------- | ----------------------- | ----------------- | -------------------- |
| 2005      | El día menos pensado    | Darío             | Episodio: El anillo  |
| 2006      | El día menos pensado    | Enrique           | Episodio: El chat    |
| 2008      | Héroes                  | Demetrio Eusquiza |                      |
| 2009-2011 | Los 80                  | Gabriel Díaz      |                      |
| 2011      | El día menos pensado    | Javier            | Episodio: El corazón |
| 2016      | Bala loca               | Andrés Villanueva |                      |
| 2020      | Historias de cuarentena | Marcelo Méndez    |                      |
| 2022      | Cromosoma 21            | Bruno Durán       |                      |
| 2023      | Los mil días de Allende | Miguel Enríquez   |                      |

## Teatro

#### Como actor
| Año     | Obra                     | Autor               | Director                            | Teatro                  | Ref.  |
| ------- | ------------------------ | ------------------- | ----------------------------------- | ----------------------- | ----- |
| 2004-05 | Río Abajo                | Ramón Griffero      | Ramón Griffero                      | Teatro ARCIS            |       |
| 2010    | Cinema Utoppia           | Ramón Griffero      | Ramón Griffero                      | Teatro Nacional Chileno | [ 6 ] |
| 2011    | Intrusión                | Frédéric Sonntag    | Constanza Brieba                    | Centro GAM              | [ 7 ] |
| 2012    | Tus deseos en fragmentos | Ramón Griffero      | Ramón Griffero                      | Matucana 100            | [ 8 ] |
| 2014    | Rojo                     | John Logan          | Rodrigo Sepúlveda                   | Mori Parque Arauco      | [ 9 ] |
| 2016    | Numancia                 | Miguel de Cervantes | Gopal Ibarra Roa y Visnu Ibarra Roa | Centro GAM              |       |

#### Como director
| Año  | Obra | Autor         | Teatro       | Ref.   |
| ---- | ---- | ------------- | ------------ | ------ |
| 2009 | Rota | Luis Barrales | Lastarria 90 | [ 10 ] |